# Shorttrack-Weltcup 2000/01
Der Shorttrack-Weltcup 2000/01 war eine von der Internationalen Eislaufunion (ISU) veranstaltete Wettkampfserie im Shorttrack. Er begann am 20. Oktober 2000 im kanadischen Calgary und endete am 4. Februar 2001 im österreichischen Graz. Zum Weltcup gehörten sechs Veranstaltungen in sechs Ländern auf drei Kontinenten. Die erfolgreichsten Athleten der Wettkampfreihe waren der US-Amerikaner Apolo Anton Ohno und die Chinesin Yang Yang (A), die jeweils die Mehrkampf-Gesamtwertung gewannen.
Kein Teil des Weltcups waren die internationalen Meisterschaften: die Europameisterschaften 2001 in Den Haag, die Weltmeisterschaften 2001 in Jeonju und die Teamweltmeisterschaften 2001 in Nobeyama.

## Überblick
Die Saison 2000/01 war die dritte, in der ein Shorttrack-Weltcup unter diesem Namen ausgetragen wurde. Auf Beschluss des ISU Councils lobte der Weltverband zum ersten Mal Preisgelder aus: Insgesamt wurde pro Weltcupstation und Geschlecht eine Summe von 3200 US-Dollar an die ersten sechs Athleten der Mehrkampfwertung verteilt, wovon die Mehrkampfsieger bei den Frauen und bei den Männern jeweils 1000 US-Dollar erhielten. Für die Erstplatzierten der Gesamtwertung im Mehrkampf wurde am Ende des Winters zusätzlich die vierfache Summe ausgeschüttet.

### Ablauf und Wertung eines Weltcups
An jeder Weltcupstation fanden pro Geschlecht fünf Rennen statt: vier Einzelstrecken über 500 Meter, 1000 Meter, 1500 Meter und 3000 Meter sowie ein Staffelwettkampf (3000 Meter bei den Frauen, 5000 Meter bei den Männern). In jedem Einzelrennen wurden für die Finalteilnehmer Punkte entsprechend einer absteigenden Fibonacci-Folge vergeben, beginnend mit 34 Punkten für den ersten Rang, dann weiter mit den Werten 21, 13, 8, 5, 3, 2 und 1. Die Punktbesten der ersten drei Strecken qualifizierten sich für das 3000-Meter-Rennen. Aus den Ergebnissen aller vier Einzeldistanzen wurde das Resultat des Mehrkampfes (Overall) durch Addition der Punkte ermittelt. Zusätzlich gab es für jede Weltcupstation eine eigene Teamwertung, für die die Ergebnisse des 500-Meter-, 1000-Meter- und 1500-Meter-Rennens sowie der Staffel berücksichtigt wurden.
Für alle Einzelstrecken – mit Ausnahme der 3000 Meter – sowie für den Mehrkampf, die Staffel und die Teamwertung gab es ein eigenes Weltcupklassement, das die vier besten Saisonergebnisse berücksichtigte. Für die Weltcupklassements wurden die Punkte nach einem anderen Muster vergeben als für den Mehrkampf: Hier erhielt der Sieger eines Wettbewerbs 25 Punkte, der Zweitplatzierte 24 Punkte und die weiteren Platzierten jeweils einen Punkt weniger bis zum 25. Rang.

### Saisonverlauf
Im vorolympischen Winter verteidigte Yang Yang (A) erfolgreich ihren Titel als Siegerin der Weltcup-Gesamtwertungen im Mehrkampf sowie über 1000 Meter und 1500 Meter. Sie gewann im Lauf der Saison acht Einzelstrecken und drei Mehrkämpfe. Die 15-jährige Weltcupdebütantin Park Hye-rim aus Südkorea feierte im Oktober und Dezember sechs Siege auf Einzelstrecken und zwei in Mehrkämpfen. Den letzten Mehrkampf der Saison in Graz entschied schließlich Ewgenija Radanowa aus Bulgarien für sich. Wie im Vorjahr wurde Radanowa hinter Yang Zweite der Mehrkampf-Gesamtwertung, zudem stand sie am Saisonende an der Spitze des 500-Meter-Klassements. Die kanadische Läuferin Annie Perreault – in den Vorwintern jeweils unter den besten Zehn im Weltcup – zog sich bei einem Sturz beim dritten Weltcup in Nobeyama eine schwere Verletzung am Oberschenkel zu und verpasste den Rest der Saison. Ihre Teamkollegin, die amtierende Juniorenweltmeisterin Marie-Ève Drolet, gewann im Februar 2001 zum ersten Mal in ihrer Karriere ein Einzelrennen im Weltcup (über 1500 Meter in Graz).
Bei den Männern war der 18-jährige US-Amerikaner Apolo Anton Ohno der erfolgreichste Athlet des Winters. Er siegte auf zwölf Einzelstrecken sowie in drei Mehrkämpfen und stand am Saisonende an erster Stelle der Weltcup-Gesamtwertungen im Mehrkampf und aller drei Einzelstrecken. Einen seiner Weltcupsiege – über 500 Meter bei der Veranstaltung in Graz – teilte sich Ohno mit dem Kanadier Éric Bédard: Beide hatten das Ziel in der auf die Tausendstelsekunde gleichen Zeit von 42,802 Sekunden erreicht. Neben Bédard feierten auch dessen Teamkollegen François-Louis Tremblay und Marc Gagnon mehrere Weltcupsiege und platzierten sich unter den besten sechs Shorttrackern im Mehrkampf-Gesamtklassement. Zudem gewannen die Kanadier vor Südkorea und China den Staffelweltcup. Der Südkoreaner Kim Dong-sung, der die Mehrkampfwertung 1999/2000 angeführt hatte, verpasste das Saisonende wegen einer Knieoperation im Januar mit anschließender Rehabilitation. Li Jiajun aus China zählte wie in den beiden Vorjahren zu den konstantesten Athleten im Weltcup und war am Saisonende in drei der vier Weltcupranglisten Zweiter hinter Ohno.

## Frauen

### Weltcup-Übersicht
In den Staffelrennen sind jeweils – sofern nachweisbar – die Namen der im Wettkampf eingesetzten Läuferinnen vermerkt.
| Datum                                                                     | Austragungsort | Disziplin      | Erster Platz                                                          | Zweiter Platz                                               | Dritter Platz                                              |
| ------------------------------------------------------------------------- | -------------- | -------------- | --------------------------------------------------------------------- | ----------------------------------------------------------- | ---------------------------------------------------------- |
| 20. bis 22. Oktober 2000                                                  | Calgary        | 500 m          | Ewgenija Radanowa                                                     | Annie Perreault                                             | Yang Yang (A)                                              |
| 20. bis 22. Oktober 2000                                                  | Calgary        | 1000 m         | Yang Yang (A)                                                         | Sun Dandan                                                  | Ewgenija Radanowa                                          |
| 20. bis 22. Oktober 2000                                                  | Calgary        | 1500 m         | Yang Yang (A)                                                         | Yang Yang (S)                                               | Choi Min-kyung                                             |
| 20. bis 22. Oktober 2000                                                  | Calgary        | 3000 m         | Choi Eun-kyung                                                        | Yang Yang (A)                                               | Annie Perreault                                            |
| 20. bis 22. Oktober 2000                                                  | Calgary        | Mehrkampf      | Yang Yang (A)                                                         | Ewgenija Radanowa                                           | Choi Eun-kyung                                             |
| 20. bis 22. Oktober 2000                                                  | Calgary        | 3000 m Staffel | Volksrepublik China                                                   | Südkorea                                                    | Bulgarien                                                  |
| 20. bis 22. Oktober 2000                                                  | Calgary        | Team           | Südkorea                                                              | Volksrepublik China                                         | Kanada                                                     |
| 27. bis 29. Oktober 2000                                                  | Provo          | 500 m          | Yang Yang (A)                                                         | Yang Yang (S)                                               | Sun Dandan                                                 |
| 27. bis 29. Oktober 2000                                                  | Provo          | 1000 m         | Yang Yang (A)                                                         | Park Hye-rim                                                | Joo Min-jin                                                |
| 27. bis 29. Oktober 2000                                                  | Provo          | 1500 m         | Park Hye-rim                                                          | Yang Yang (A)                                               | Ewgenija Radanowa                                          |
| 27. bis 29. Oktober 2000                                                  | Provo          | 3000 m         | Park Hye-rim                                                          | Yang Yang (S)                                               | Joo Min-jin                                                |
| 27. bis 29. Oktober 2000                                                  | Provo          | Mehrkampf      | Park Hye-rim                                                          | Yang Yang (A)                                               | Yang Yang (S)                                              |
| 27. bis 29. Oktober 2000                                                  | Provo          | 3000 m Staffel | Volksrepublik ChinaSun Dandan Wang Chunlu Yang Yang (A) Yang Yang (S) | SüdkoreaChoi Min-kyung Joo Min-jin Kim Yoon-mi Park Hye-rim | ItalienMarta Capurso Evelina Rodigari Katia Zini Mara Zini |
| 27. bis 29. Oktober 2000                                                  | Provo          | Team           | Volksrepublik China                                                   | Südkorea                                                    | Japan                                                      |
| 1. bis 3. Dezember 2000                                                   | Nobeyama       | 500 m          | Wang Chunlu                                                           | Yang Yang (S)                                               | Amy Peterson                                               |
| 1. bis 3. Dezember 2000                                                   | Nobeyama       | 1000 m         | Park Hye-rim                                                          | Sun Dandan                                                  | Choi Eun-kyung                                             |
| 1. bis 3. Dezember 2000                                                   | Nobeyama       | 1500 m         | Park Hye-rim                                                          | Choi Eun-kyung                                              | Yang Yang (S)                                              |
| 1. bis 3. Dezember 2000                                                   | Nobeyama       | 3000 m         | Park Hye-rim                                                          | Choi Eun-kyung                                              | Chikage Tanaka                                             |
| 1. bis 3. Dezember 2000                                                   | Nobeyama       | Mehrkampf      | Park Hye-rim                                                          | Choi Eun-kyung                                              | Wang Chunlu                                                |
| 1. bis 3. Dezember 2000                                                   | Nobeyama       | 3000 m Staffel | Südkorea                                                              | Kanada                                                      | Vereinigte Staaten                                         |
| 1. bis 3. Dezember 2000                                                   | Nobeyama       | Team           | Volksrepublik China                                                   | Südkorea                                                    | Vereinigte Staaten                                         |
| 8. bis 10. Dezember 2000                                                  | Changchun      | 500 m          | Yang Yang (A)                                                         | Choi Min-kyung                                              | Sun Dandan                                                 |
| 8. bis 10. Dezember 2000                                                  | Changchun      | 1000 m         | Yang Yang (A)                                                         | Sun Dandan                                                  | Park Hye-rim                                               |
| 8. bis 10. Dezember 2000                                                  | Changchun      | 1500 m         | Sun Dandan                                                            | Julie Goskowicz                                             | Choi Min-kyung                                             |
| 8. bis 10. Dezember 2000                                                  | Changchun      | 3000 m         | Park Hye-rim                                                          | Yang Yang (A)                                               | Choi Min-kyung                                             |
| 8. bis 10. Dezember 2000                                                  | Changchun      | Mehrkampf      | Yang Yang (A)                                                         | Sun Dandan                                                  | Choi Min-kyung                                             |
| 8. bis 10. Dezember 2000                                                  | Changchun      | 3000 m Staffel | Volksrepublik China                                                   | Südkorea                                                    | Kanada                                                     |
| 8. bis 10. Dezember 2000                                                  | Changchun      | Team           | Volksrepublik China                                                   | Südkorea                                                    | Vereinigte Staaten                                         |
| 19. bis 21. Januar 2001 Shorttrack-Europameisterschaften 2001 in Den Haag |                |                |                                                                       |                                                             |                                                            |
| 26. bis 28. Januar 2001                                                   | Trnava         | 500 m          | Ewgenija Radanowa                                                     | Yang Yang (A)                                               | Sun Dandan                                                 |
| 26. bis 28. Januar 2001                                                   | Trnava         | 1000 m         | Yang Yang (A)                                                         | Ewgenija Radanowa                                           | Joo Min-jin                                                |
| 26. bis 28. Januar 2001                                                   | Trnava         | 1500 m         | Yang Yang (A)                                                         | Marie-Ève Drolet                                            | Choi Eun-kyung                                             |
| 26. bis 28. Januar 2001                                                   | Trnava         | 3000 m         | Choi Eun-kyung                                                        | Marie-Ève Drolet                                            | Ewgenija Radanowa                                          |
| 26. bis 28. Januar 2001                                                   | Trnava         | Mehrkampf      | Yang Yang (A)                                                         | Ewgenija Radanowa                                           | Choi Eun-kyung                                             |
| 26. bis 28. Januar 2001                                                   | Trnava         | 3000 m Staffel | Kanada                                                                | Südkorea                                                    | Bulgarien                                                  |
| 26. bis 28. Januar 2001                                                   | Trnava         | Team           | Volksrepublik China                                                   | Südkorea                                                    | Bulgarien                                                  |
| 2. bis 4. Februar 2001                                                    | Graz           | 500 m          | Ewgenija Radanowa                                                     | Wang Chunlu                                                 | Marta Capurso                                              |
| 2. bis 4. Februar 2001                                                    | Graz           | 1000 m         | Ewgenija Radanowa                                                     | Sun Dandan                                                  | Wang Chunlu                                                |
| 2. bis 4. Februar 2001                                                    | Graz           | 1500 m         | Marie-Ève Drolet                                                      | Katia Zini                                                  | Sun Dandan                                                 |
| 2. bis 4. Februar 2001                                                    | Graz           | 3000 m         | Wang Chunlu                                                           | Yang Yang (S)                                               | Ewgenija Radanowa                                          |
| 2. bis 4. Februar 2001                                                    | Graz           | Mehrkampf      | Ewgenija Radanowa                                                     | Wang Chunlu                                                 | Yang Yang (S)                                              |
| 2. bis 4. Februar 2001                                                    | Graz           | 3000 m Staffel | Volksrepublik China                                                   | Italien                                                     | Bulgarien                                                  |
| 2. bis 4. Februar 2001                                                    | Graz           | Team           | Volksrepublik China                                                   | Italien                                                     | Kanada                                                     |
| 24. bis 25. März 2001 Shorttrack-Teamweltmeisterschaften 2001 in Den Haag |                |                |                                                                       |                                                             |                                                            |
| 30. März bis 1. April 2001 Shorttrack-Weltmeisterschaften 2001 in Jeonju  |                |                |                                                                       |                                                             |                                                            |

### Weltcupstände
| Rang | Name              | Punkte |
| ---- | ----------------- | ------ |
| 1    | Yang Yang (A)     | 99     |
| 2    | Ewgenija Radanowa | 93     |
| 3    | Park Hye-rim      | 91     |
| 4    | Choi Eun-kyung    | 89     |
| 5    | Yang Yang (S)     | 89     |
| 6    | Sun Dandan        | 86     |
| 7    | Alanna Kraus      | 70     |
| 8    | Chikage Tanaka    | 69     |
| 9    | Amy Peterson      | 68     |
| 10   | Choi Min-kyung    | 62     |

| Rang | Name              | Punkte |
| ---- | ----------------- | ------ |
| 1    | Ewgenija Radanowa | 97     |
| 2    | Yang Yang (A)     | 97     |
| 3    | Yang Yang (S)     | 92     |
| 4    | Sun Dandan        | 90     |
| 5    | Park Hye-rim      | 83     |
| 6    | Choi Eun-kyung    | 76     |
| 7    | Alanna Kraus      | 75     |
| 8    | Choi Min-kyung    | 74     |
| 9    | Wang Chunlu       | 71     |
| 10   | Amy Peterson      | 68     |

| Rang | Name              | Punkte |
| ---- | ----------------- | ------ |
| 1    | Yang Yang (A)     | 100    |
| 2    | Sun Dandan        | 96     |
| 3    | Ewgenija Radanowa | 93     |
| 4    | Park Hye-rim      | 92     |
| 5    | Yang Yang (S)     | 80     |
| 6    | Choi Eun-kyung    | 79     |
| 7    | Chikage Tanaka    | 74     |
| 8    | Tania Vicent      | 71     |
| 9    | Amy Peterson      | 66     |
| 10   | Ikue Teshigawara  | 66     |

| Rang | Name              | Punkte |
| ---- | ----------------- | ------ |
| 1    | Yang Yang (A)     | 92     |
| 2    | Yang Yang (S)     | 91     |
| 3    | Park Hye-rim      | 90     |
| 4    | Choi Eun-kyung    | 87     |
| 5    | Sun Dandan        | 85     |
| 6    | Ewgenija Radanowa | 85     |
| 7    | Chikage Tanaka    | 72     |
| 8    | Choi Min-kyung    | 66     |
| 9    | Julie Goskowicz   | 64     |
| 10   | Amy Peterson      | 64     |

| Rang | Team                | Punkte |
| ---- | ------------------- | ------ |
| 1    | Volksrepublik China | 100    |
| 2    | Südkorea            | 97     |
| 3    | Kanada              | 94     |
| 4    | Bulgarien           | 91     |
| 5    | Italien             | 88     |
| 6    | Vereinigte Staaten  | 87     |
| 7    | Japan               | 80     |
| 8    | Niederlande         | 79     |
| 9    | Ukraine             | 53     |
| 10   | Österreich          | 19     |

| Rang | Team                | Punkte |
| ---- | ------------------- | ------ |
| 1    | Volksrepublik China | 100    |
| 2    | Südkorea            | 97     |
| 3    | Kanada              | 90     |
| 4    | Japan               | 88     |
| 5    | Vereinigte Staaten  | 87     |
| 6    | Bulgarien           | 86     |
| 7    | Italien             | 85     |
| 8    | Niederlande         | 78     |
| 9    | Ukraine             | 53     |
| 10   | Russland            | 37     |

## Männer

### Weltcup-Übersicht
In den Staffelrennen sind jeweils – sofern nachweisbar – die Namen der im Wettkampf eingesetzten Läufer vermerkt.
| Datum                                                                     | Austragungsort | Disziplin      | Erster Platz                                                           | Zweiter Platz                                                                 | Dritter Platz                                                           |
| ------------------------------------------------------------------------- | -------------- | -------------- | ---------------------------------------------------------------------- | ----------------------------------------------------------------------------- | ----------------------------------------------------------------------- |
| 20. bis 22. Oktober 2000                                                  | Calgary        | 500 m          | Apolo Anton Ohno                                                       | François-Louis Tremblay                                                       | Rusty Smith                                                             |
| 20. bis 22. Oktober 2000                                                  | Calgary        | 1000 m         | Apolo Anton Ohno                                                       | Kim Dong-sung                                                                 | Min Ryoung                                                              |
| 20. bis 22. Oktober 2000                                                  | Calgary        | 1500 m         | Apolo Anton Ohno                                                       | Marc Gagnon                                                                   | Bruno Loscos                                                            |
| 20. bis 22. Oktober 2000                                                  | Calgary        | 3000 m         | Kim Dong-sung                                                          | Min Ryoung                                                                    | François-Louis Tremblay                                                 |
| 20. bis 22. Oktober 2000                                                  | Calgary        | Mehrkampf      | Apolo Anton Ohno                                                       | Kim Dong-sung                                                                 | Marc Gagnon                                                             |
| 20. bis 22. Oktober 2000                                                  | Calgary        | 5000 m Staffel | Südkorea                                                               | KanadaFrançois-Louis Tremblay Marc Gagnon Jonathan Guilmette Mathieu Turcotte | Japan                                                                   |
| 20. bis 22. Oktober 2000                                                  | Calgary        | Team           | Südkorea                                                               | Kanada                                                                        | Japan                                                                   |
| 27. bis 29. Oktober 2000                                                  | Provo          | 500 m          | Apolo Anton Ohno                                                       | Li Jiajun                                                                     | Takafumi Nishitani                                                      |
| 27. bis 29. Oktober 2000                                                  | Provo          | 1000 m         | Kim Dong-sung                                                          | Li Jiajun                                                                     | Marc Gagnon                                                             |
| 27. bis 29. Oktober 2000                                                  | Provo          | 1500 m         | Li Jiajun                                                              | Kim Dong-sung                                                                 | Marc Gagnon                                                             |
| 27. bis 29. Oktober 2000                                                  | Provo          | 3000 m         | Apolo Anton Ohno                                                       | Li Jiajun                                                                     | Marc Gagnon                                                             |
| 27. bis 29. Oktober 2000                                                  | Provo          | Mehrkampf      | Li Jiajun                                                              | Apolo Anton Ohno                                                              | Kim Dong-sung                                                           |
| 27. bis 29. Oktober 2000                                                  | Provo          | 5000 m Staffel | SüdkoreaAn Jung-hyun Kim Dong-sung Lee Seung-jae Min Ryoung            | KanadaMarc Gagnon François-Louis Tremblay Mathieu Turcotte Éric Bédard        | ItalienMaurizio Carnino Fabio Carta Nicola Franceschina Nicola Rodigari |
| 27. bis 29. Oktober 2000                                                  | Provo          | Team           | Südkorea                                                               | Volksrepublik China                                                           | Kanada                                                                  |
| 1. bis 3. Dezember 2000                                                   | Nobeyama       | 500 m          | François-Louis Tremblay                                                | Satoru Terao                                                                  | Takafumi Nishitani                                                      |
| 1. bis 3. Dezember 2000                                                   | Nobeyama       | 1000 m         | Marc Gagnon                                                            | Kim Dong-sung                                                                 | Adam Riedy                                                              |
| 1. bis 3. Dezember 2000                                                   | Nobeyama       | 1500 m         | Apolo Anton Ohno                                                       | Marc Gagnon                                                                   | Kim Dong-sung                                                           |
| 1. bis 3. Dezember 2000                                                   | Nobeyama       | 3000 m         | Apolo Anton Ohno                                                       | Marc Gagnon                                                                   | Satoru Terao                                                            |
| 1. bis 3. Dezember 2000                                                   | Nobeyama       | Mehrkampf      | Marc Gagnon                                                            | Apolo Anton Ohno                                                              | François-Louis Tremblay                                                 |
| 1. bis 3. Dezember 2000                                                   | Nobeyama       | 5000 m Staffel | Volksrepublik China                                                    | KanadaMarc Gagnon François-Louis Tremblay Mathieu Turcotte Éric Bédard        | Vereinigte Staaten                                                      |
| 1. bis 3. Dezember 2000                                                   | Nobeyama       | Team           | Kanada                                                                 | Südkorea                                                                      | Vereinigte Staaten                                                      |
| 8. bis 10. Dezember 2000                                                  | Changchun      | 500 m          | François-Louis Tremblay                                                | Feng Kai                                                                      | An Yulong                                                               |
| 8. bis 10. Dezember 2000                                                  | Changchun      | 1000 m         | Éric Bédard                                                            | An Yulong                                                                     | Rusty Smith                                                             |
| 8. bis 10. Dezember 2000                                                  | Changchun      | 1500 m         | Apolo Anton Ohno                                                       | Min Ryoung                                                                    | Éric Bédard                                                             |
| 8. bis 10. Dezember 2000                                                  | Changchun      | 3000 m         | Apolo Anton Ohno                                                       | Min Ryoung                                                                    | Rusty Smith                                                             |
| 8. bis 10. Dezember 2000                                                  | Changchun      | Mehrkampf      | Apolo Anton Ohno                                                       | Éric Bédard                                                                   | François-Louis Tremblay                                                 |
| 8. bis 10. Dezember 2000                                                  | Changchun      | 5000 m Staffel | Volksrepublik China                                                    | Vereinigte Staaten                                                            | Kanada                                                                  |
| 8. bis 10. Dezember 2000                                                  | Changchun      | Team           | Kanada                                                                 | Vereinigte Staaten                                                            | Volksrepublik China                                                     |
| 19. bis 21. Januar 2001 Shorttrack-Europameisterschaften 2001 in Den Haag |                |                |                                                                        |                                                                               |                                                                         |
| 26. bis 28. Januar 2001                                                   | Trnava         | 500 m          | Éric Bédard                                                            | An Yulong                                                                     | Min Ryoung                                                              |
| 26. bis 28. Januar 2001                                                   | Trnava         | 1000 m         | Li Jiajun                                                              | Fabio Carta                                                                   | Min Ryoung                                                              |
| 26. bis 28. Januar 2001                                                   | Trnava         | 1500 m         | Li Jiajun                                                              | Lee Seung-jae                                                                 | Cees Juffermans                                                         |
| 26. bis 28. Januar 2001                                                   | Trnava         | 3000 m         | An Jung-hyun                                                           | Lee Seung-jae                                                                 | Min Ryoung                                                              |
| 26. bis 28. Januar 2001                                                   | Trnava         | Mehrkampf      | Li Jiajun                                                              | Lee Seung-jae                                                                 | An Jung-hyun                                                            |
| 26. bis 28. Januar 2001                                                   | Trnava         | 5000 m Staffel | Kanada                                                                 | Südkorea                                                                      | Italien                                                                 |
| 26. bis 28. Januar 2001                                                   | Trnava         | Team           | Südkorea                                                               | Volksrepublik China                                                           | Kanada                                                                  |
| 2. bis 4. Februar 2001                                                    | Graz           | 500 m          | Apolo Anton Ohno Éric Bédard                                           |                                                                               | Rusty Smith                                                             |
| 2. bis 4. Februar 2001                                                    | Graz           | 1000 m         | Daniel Weinstein                                                       | Feng Kai                                                                      | Rusty Smith                                                             |
| 2. bis 4. Februar 2001                                                    | Graz           | 1500 m         | Apolo Anton Ohno                                                       | Li Jiajun                                                                     | Bruno Loscos Éric Bédard                                                |
| 2. bis 4. Februar 2001                                                    | Graz           | 3000 m         | Apolo Anton Ohno                                                       | Li Jiajun                                                                     | Bruno Loscos                                                            |
| 2. bis 4. Februar 2001                                                    | Graz           | Mehrkampf      | Apolo Anton Ohno                                                       | Li Jiajun                                                                     | Daniel Weinstein                                                        |
| 2. bis 4. Februar 2001                                                    | Graz           | 5000 m Staffel | KanadaÉric Bédard François-Louis Tremblay Marc Gagnon Mathieu Turcotte | Volksrepublik China                                                           | Italien                                                                 |
| 2. bis 4. Februar 2001                                                    | Graz           | Team           | Volksrepublik China                                                    | Vereinigte Staaten                                                            | Kanada                                                                  |
| 24. bis 25. März 2001 Shorttrack-Teamweltmeisterschaften 2001 in Den Haag |                |                |                                                                        |                                                                               |                                                                         |
| 30. März bis 1. April 2001 Shorttrack-Weltmeisterschaften 2001 in Jeonju  |                |                |                                                                        |                                                                               |                                                                         |

### Weltcupstände
| Rang | Name                    | Punkte |
| ---- | ----------------------- | ------ |
| 1    | Apolo Anton Ohno        | 99     |
| 2    | Li Jiajun               | 92     |
| 3    | François-Louis Tremblay | 88     |
| 4    | Min Ryoung              | 83     |
| 5    | Marc Gagnon             | 82     |
| 6    | Éric Bédard             | 79     |
| 7    | Daniel Weinstein        | 73     |
| 8    | An Yulong               | 73     |
| 9    | Satoru Terao            | 70     |
| 10   | Kim Dong-sung           | 68     |

| Rang | Name                    | Punkte |
| ---- | ----------------------- | ------ |
| 1    | Apolo Anton Ohno        | 96     |
| 2    | François-Louis Tremblay | 96     |
| 3    | Li Jiajun               | 88     |
| 4    | An Yulong               | 87     |
| 5    | Éric Bédard             | 86     |
| 6    | Takafumi Nishitani      | 76     |
| 7    | Min Ryoung              | 72     |
| 8    | Satoru Terao            | 69     |
| 9    | Marc Gagnon             | 68     |
| 10   | Rusty Smith             | 66     |

| Rang | Name                    | Punkte |
| ---- | ----------------------- | ------ |
| 1    | Apolo Anton Ohno        | 84     |
| 2    | Li Jiajun               | 83     |
| 3    | Daniel Weinstein        | 82     |
| 4    | Marc Gagnon             | 81     |
| 5    | Min Ryoung              | 81     |
| 6    | An Yulong               | 78     |
| 7    | François-Louis Tremblay | 77     |
| 8    | Satoru Terao            | 76     |
| 9    | Kim Dong-sung           | 73     |
| 10   | Nicky Gooch             | 73     |

| Rang | Name                    | Punkte |
| ---- | ----------------------- | ------ |
| 1    | Apolo Anton Ohno        | 100    |
| 2    | Li Jiajun               | 93     |
| 3    | Marc Gagnon             | 93     |
| 4    | Bruno Loscos            | 82     |
| 5    | Min Ryoung              | 81     |
| 6    | Lee Seung-jae           | 80     |
| 7    | François-Louis Tremblay | 76     |
| 8    | Feng Kai                | 71     |
| 9    | Kim Dong-sung           | 69     |
| 10   | An Yulong               | 60     |

| Rang | Team                   | Punkte |
| ---- | ---------------------- | ------ |
| 1    | Kanada                 | 98     |
| 2    | Südkorea               | 96     |
| 3    | Volksrepublik China    | 96     |
| 4    | Italien                | 91     |
| 5    | Vereinigte Staaten     | 84     |
| 6    | Japan                  | 84     |
| 7    | Vereinigtes Königreich | 82     |
| 8    | Niederlande            | 80     |
| 9    | Australien             | 72     |
| 10   | Deutschland            | 59     |

| Rang | Team                   | Punkte |
| ---- | ---------------------- | ------ |
| 1    | Südkorea               | 99     |
| 2    | Kanada                 | 97     |
| 3    | Volksrepublik China    | 96     |
| 4    | Vereinigte Staaten     | 93     |
| 5    | Japan                  | 87     |
| 6    | Italien                | 84     |
| 7    | Vereinigtes Königreich | 80     |
| 8    | Niederlande            | 79     |
| 9    | Australien             | 71     |
| 10   | Deutschland            | 49     |